# Костел святого Станіслава і монастир бернардинців (Самбір)
Костел святого Станіслава і монастир бернардинців — культова споруда і монастир в Україні, розташовані в м. Самбір Львівської області. Основа комплексу відноситься до 1698 року. До складу монастиря входить костел святого Станіслава, дзвіниця і монастирські келії.
Бернардинський монастир був збудований у 1471—1476 роках. До сьогодні ці будівлі не збереглися. Спорудження кам'яного монастиря розпочато в 1698 році.

## Історія
Спочатку був закладений цвинтар (на місці, де зараз знаходиться виправно-трудова колонія для неповнолітніх). Було збудовано капличку в центрі цвинтаря. У ній відправляли Службу Божу до 1474 року, коли було збудовано костел Внебовзяття Пресвятої Богородиці.
У 1498 році монастир був спалений татарами.[джерело?] Бернардини у 1514 році приступили до будівництва мурованої оборонної святині. Монастир оточили міцними та високими мурами, з цегли та каменю. Із західного боку монастиря знаходилась брама, а з півднного — чотирикутна в плані вежа з хвірткою.
Цісар Йосиф II 5 лютого 1786 року скасував орден бернардинців, все майно перейшло у власність держави. У спорудах розмістили окружний уряд, потім повітову поліція, гімназія. Проте у 1905 році було знесено усі монастирські будівлі, на їх місці почали будівництво приміщень повітового суду та в'язниці.
В нових приміщеннях монастир проіснував до 1939 року. 1987 року костел відреставровано і пристосовано під концертний зал органної музики. Будівля унікальна своїми акустичними якостями. Відлуння триває 6,5 секунд.

## Архітектура
Після скасування ордену єзуїтів влада передала у 1847 році колегіум і колишній єзуїтський костел бернардинцям.
Костел — бароковий, прямокутний у плані, тринавний, базилікального типу. Головний фасад з низькими двоярусними вежами, завершеними трикутними фронтонами. Костел мурований, складається з прямокутної нави з 4-ма арками і вужчого від неї пресбітерія з трьома арками.
До південного фасаду костелу примикає двоповерховий корпус келій. Будівля кам'яна, коридорної системи з хрестовими склепіннями на першому поверсі. Південно-західний кут монастирської будівлі включає триярусну, квадратну в плані під шатровим дахом дзвіницю.

## Галерея

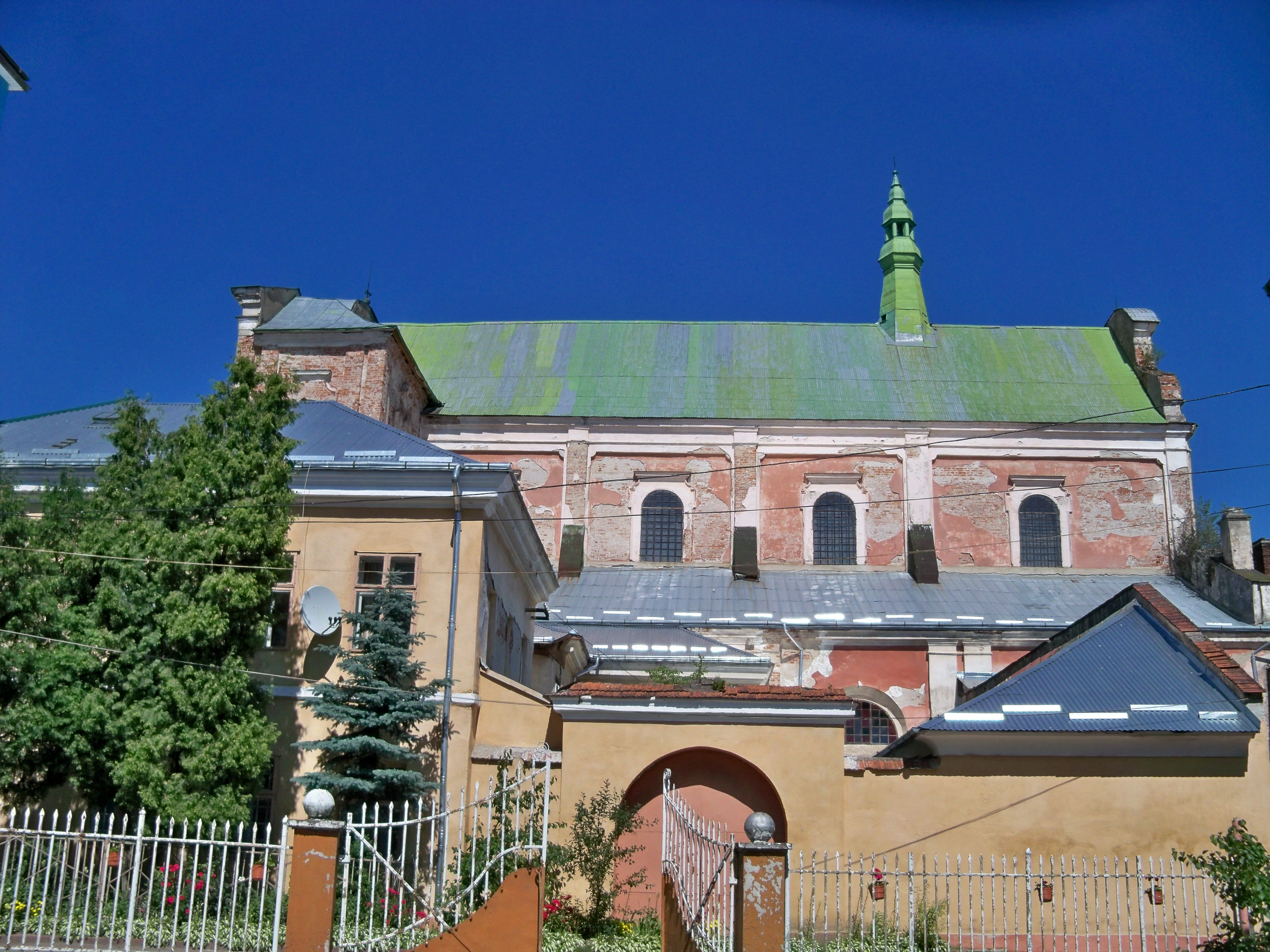
Бернардинський монастир. Вид збоку
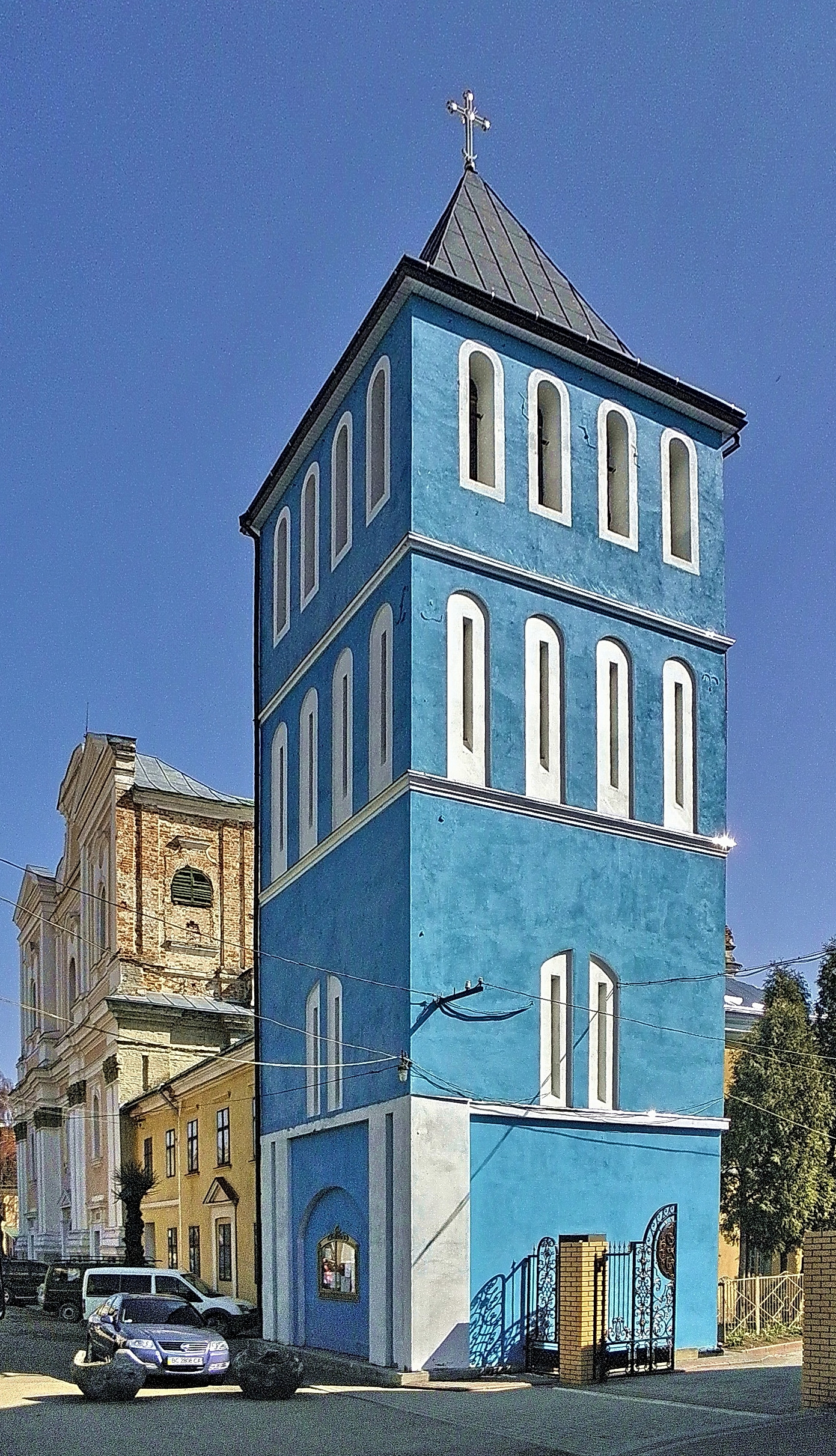
Дзвіниця
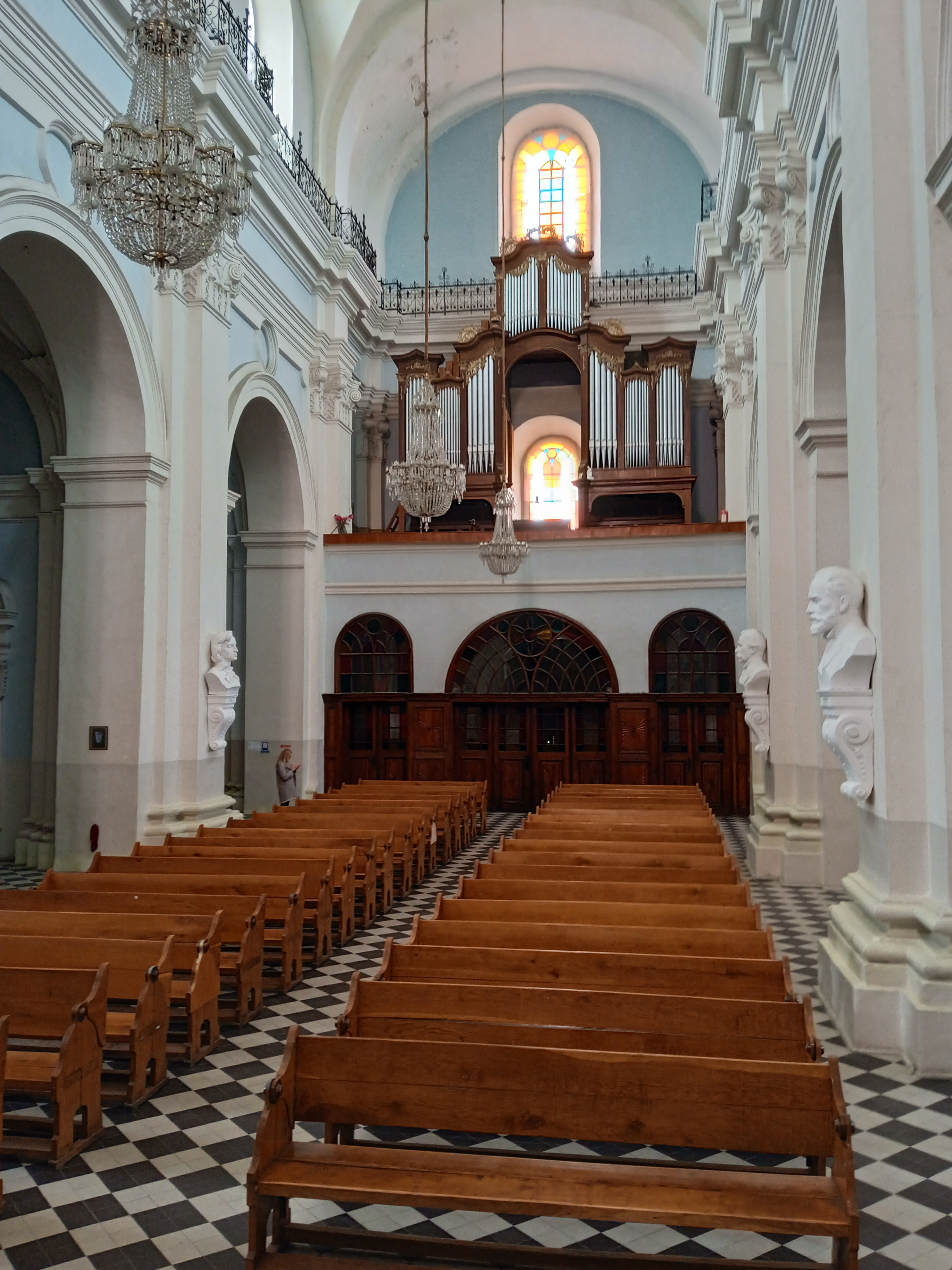
Концертний зал органної музики
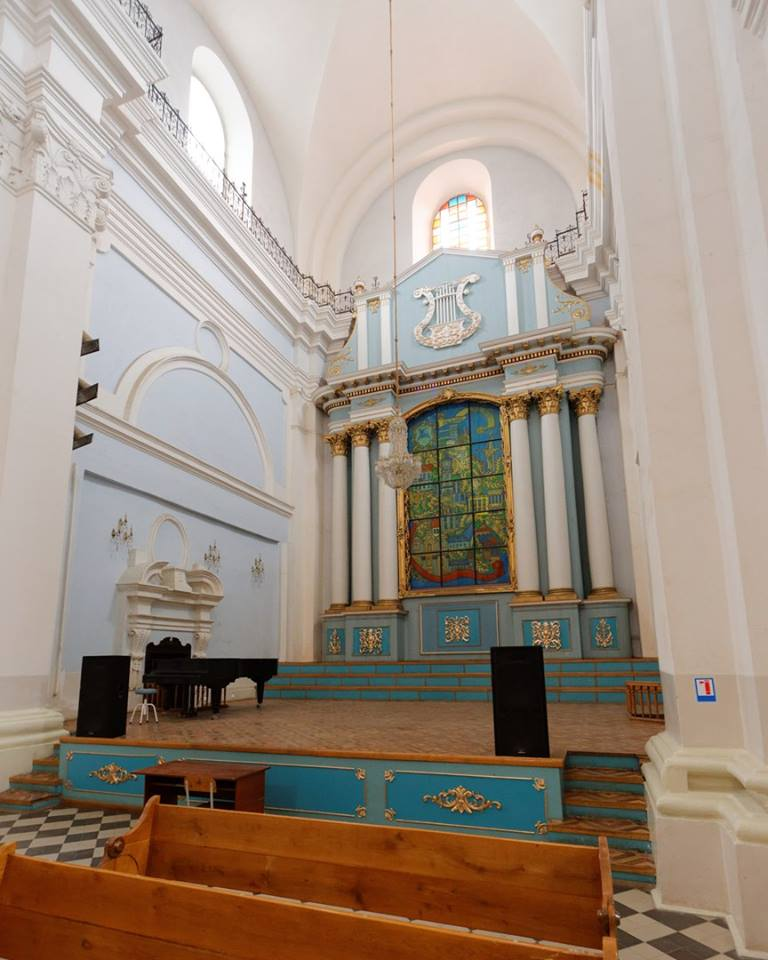
Інтер'єр костелу
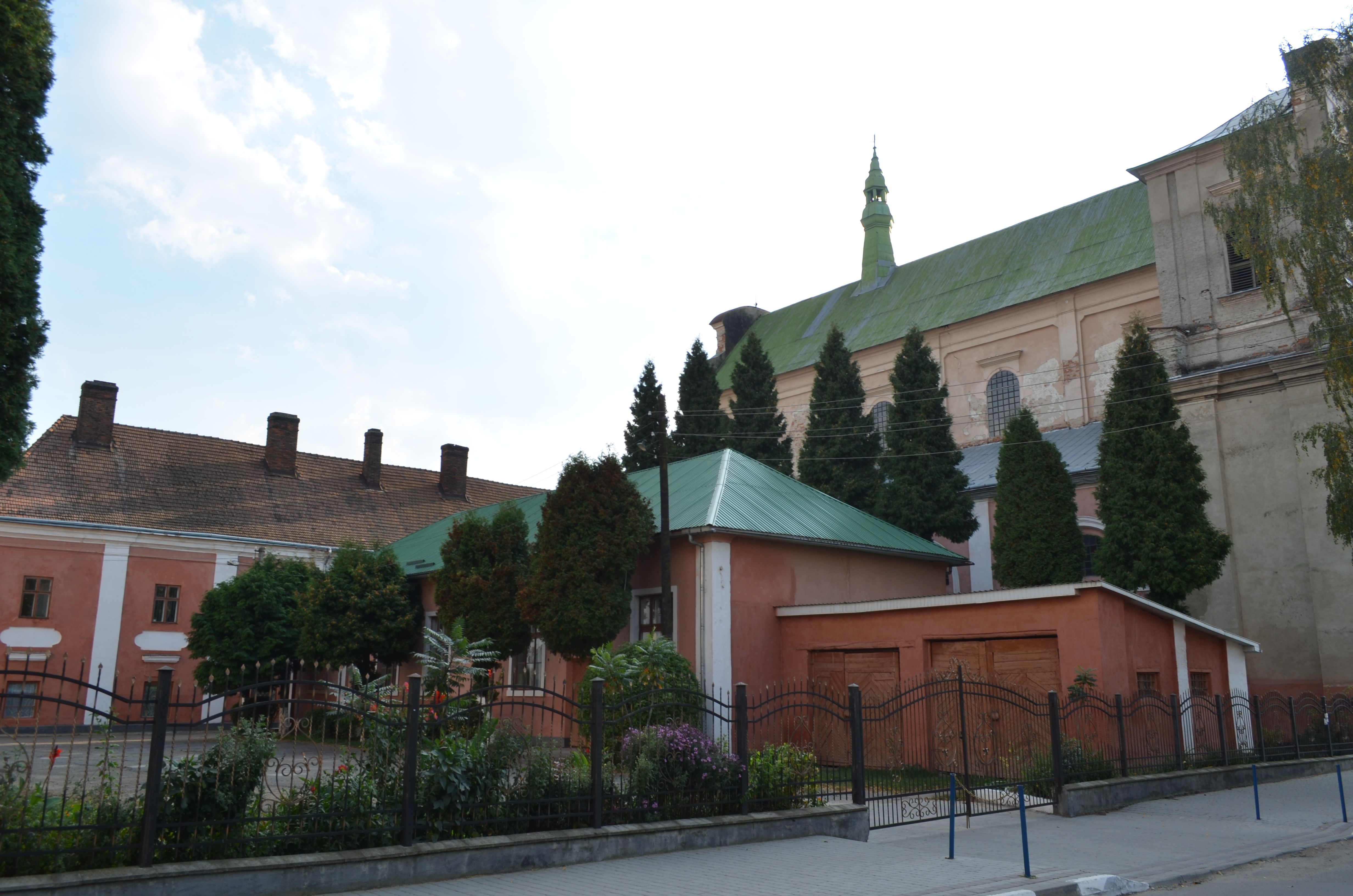
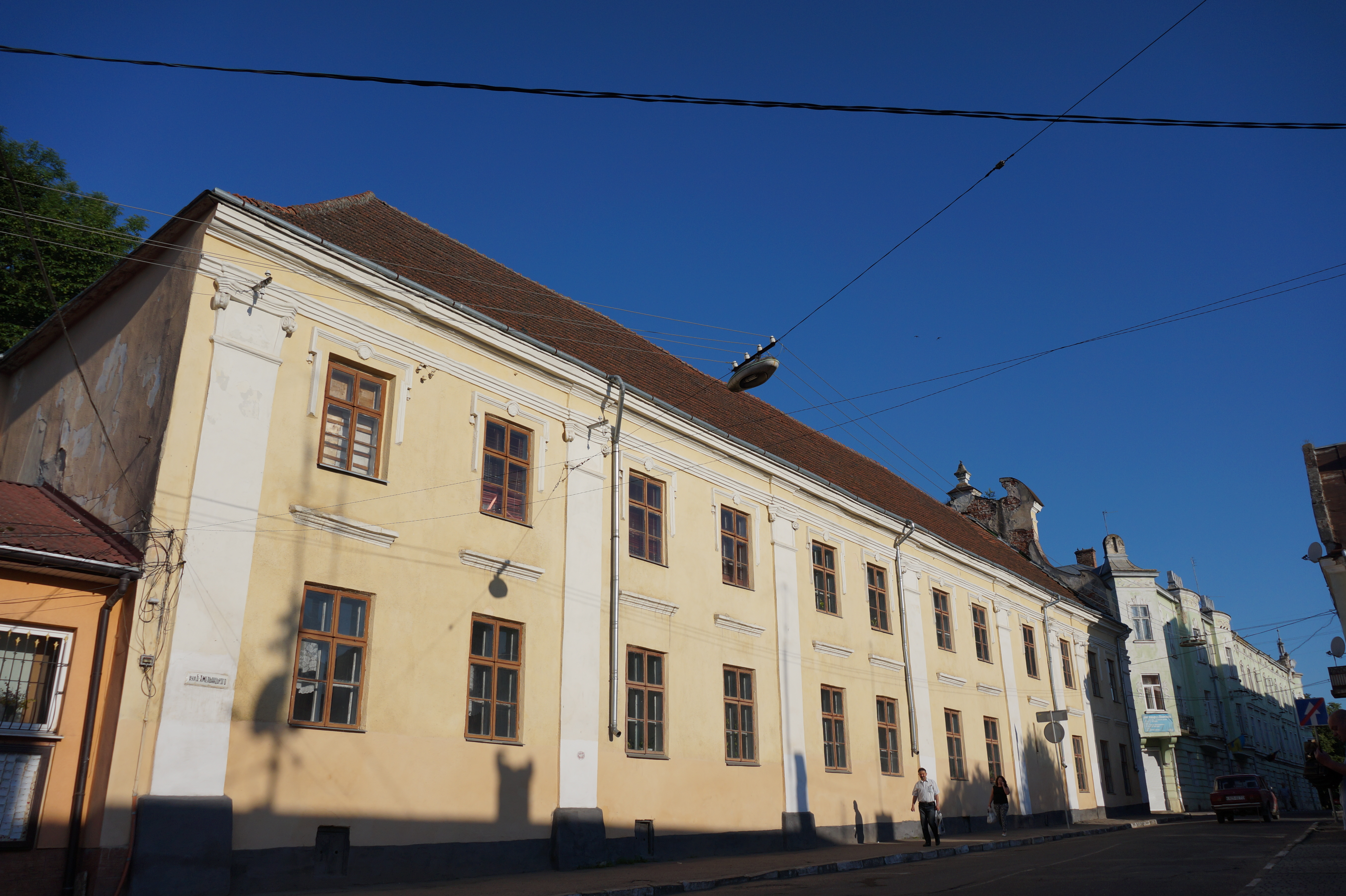
Монастирські келії
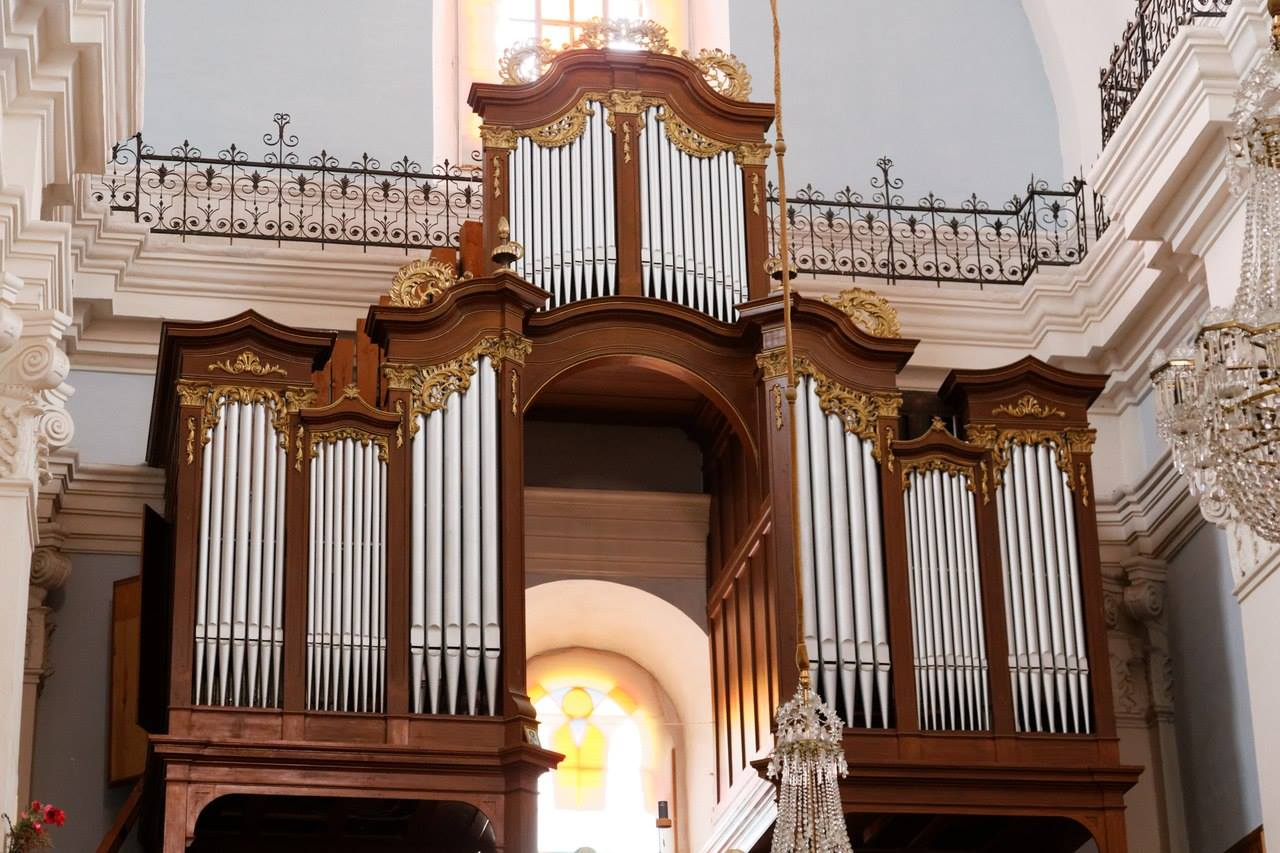
Орган